# Belarussische Grüne Partei
Die Belarussische Grüne Partei (belarussisch Беларуская Партыя Зялёныя Belaruskaja Partyja Sjaljonyja) war eine oppositionelle politische Partei in Belarus. Sie galt als globalisierungskritisch und antikapitalistisch. Von 2008 bis 2023 war sie Beobachter bei der Europäischen Grünen Partei.
Am 27. Juli 2023 wurde die Partei vom Obersten Gerichtshof von Belarus liquidiert.

## Geschichte
Die Partei wurde am 17. April 1994 gegründet und am 3. Juni desselben Jahres im Justizministerium offiziell angemeldet.
Bei den Präsidentschaftswahl in Belarus 2010 konnte der Kandidat Yuri Glushakov nicht teilnehmen, da die Partei nicht genügend Unterschriften gesammelt hatte. Im September 2010 wurde der Ökologe Vladimir Volodin, der Mitglied der Partei war, verhaftet. Die Belarussische Grüne Partei forderte 2013 den Präsidenten Aljaksandr Lukaschenka auf, dem Whistleblower Edward Snowden Asyl zu gewähren. Sie setzt sich auch gegen den Bau von Atomkraftwerken ein.
Der von den Grünen als Kandidat nominierte Juri Schulgan wurde zu den Präsidentschaftswahl in Belarus 2015 nicht zugelassen.

## Sonstiges
Ende 2008 richtete die Grüne Partei eine Sonderkommission für LGBT-Rechte ein. Damit sind die Grünen die erste politische Partei in Belarus, die öffentlich und offiziell ihre Zusammenarbeit mit LGBT erklärten.